# توجيهات الاتحاد الأوروبي للمواد الخطرة
توجيهات الاتحاد الأوروبي للمواد الخطرة (بالإنجليزية: Dangerous Substances Directive)‏  وهي توجيهات في قوانين الاتحاد الأوروبي الرئيسية التي تخص السلامة الكيميائية. وأدرجت تحت البند 100 (البند 94 في نسخة معززة ) في اتفاقية روما. التوجيهات يسري مفعولها في المنطقة الاقتصادية الأوروبية بعد أن تم الإجماع على ذلك ، وهي متوافقة مع القوانين السويسرية.

## نطاق التوجيهات
إن توصيات الاتحاد الأوروبي للمواد الخطرة تطبق على الكيماويات النقية ومزائج الكيماويات (المستحضرات) التي توزع في أسواق الاتحاد الأوروبي، بالتالي فإنها لا تطبق بشكل مباشر المواد المصنعة خصيصاً من أجل أغراض الأبحاث.
إن هذه التوجيهات لا تشمل الأصناف التالية:
- الأدوية
- مستحضرات التجميل.
- المخلفات
- المواد الغذائية والأعلاف
- مبيدات الآفات
- المواد ذات النشاط الإشعاعي

## تصنيف المواد الخطرة
تحوي التوجيهات تصنيفاً للمواد أو المستحضرات التي يمكن أن تعد خطرة. بعض وليس كل هذه التصنيفات يكون مرفقا برمز الخطر و/أو بشفرة (اختصار).
- متفجرات (E)
- مواد مؤكسدة (O)
- مواد سهلة الاشتعال مصنفة كمواد قابلة للاشتعال (F) ومواد سريعة الاشتعال (F+).
- مواد سامة مصنفة إما على أنها مجرد مادة سامة (T) أو مادة شديدة السمية (T+).
- مواد أكالة (C)
- مادة مهيجة (Xi)
- مادة مؤذية وقد تكون مضرة بالصحة (Xn)
- مواد مسببة للحساسية.
- عوامل مسرطنة
- عوامل مطفرة
- مواد ملوثة للبيئة (N)

## اقرأ أيضاً
- رمز الخطر
- مادة خطرة
- صحيفة بيانات سلامة المادة MSDS
- توصيف مخاطر المواد الكيميائية
- تحذيرات وقائية من المواد الخطرة

## وصلات خارجية
- توصيات المواد الخطرة (أغسطس 2008).